# Orłowo (Wydminy)
Orłowo (deutsch Orlowen, 1938 bis 1945 Adlersdorf) ist ein Ort in der polnischen Woiwodschaft Ermland-Masuren, der zur Landgemeinde Wydminy (Widminnen) im Powiat Giżycki (Kreis Lötzen) gehört.

## Geographische Lage
Orłowo liegt im nördlichen Osten der Woiwodschaft Ermland-Masuren, 25 Kilometer östlich der Kreisstadt Giżycko (Lötzen).

## Geschichte
Das ehedem Orlowen genannte ostpreußische Dorf war vor 1945 regional bedeutend durch seine Kirche, Bahnstation und Ziegelei. 
Am 29. März 1874 wurde der Ort Amtsdorf und damit namensgebend für den Amtsbezirk, der bis 1945 bestand und – am 15. November 1938 umbenannt in „Amtsbezirk Adlersdorf“ – zum Kreis Lötzen im Regierungsbezirk Gumbinnen (1905 bis 1945: Regierungsbezirk Allenstein) in der preußischen Provinz Ostpreußen gehörte. Ab 1874 war Orlowen außerdem Sitz eines Standesamtes.
Im Jahr 1910 waren in Orlowen 629 Einwohner registriert. Ihre Zahl stieg bis 1933 auf 652 und belief sich 1939 noch auf 633.
Aufgrund der Bestimmungen des Versailler Vertrags stimmte die Bevölkerung im Abstimmungsgebiet Allenstein, zu dem Orlowen gehörte, am 11. Juli 1920 über die weitere staatliche Zugehörigkeit zu Ostpreußen (und damit zu Deutschland) oder den Anschluss an Polen ab. In Orlowen stimmten 520 Einwohner für den Verbleib bei Ostpreußen, auf Polen entfiel keine Stimme.
Aus politisch-ideologischen Gründen der Abwehr fremdländisch klingender Ortsnamen wurde Orlowen am 3. Juni 1938 in „Adlersdorf“ umbenannt. In Kriegsfolge kam das Dorf 1945 mit dem gesamten südlichen Ostpreußen zu Polen und erhielt die polnische Namensform „Orłowo“. Heute ist es Sitz eines Schulzenamtes (polnisch sołectwo) und somit eine Ortschaft im Verbund der Landgemeinde Wydminy (Widminnen) im Powiat Giżycki (Kreis Lötzen), vor 1998 der Woiwodschaft Suwałki, seither der Woiwodschaft Ermland-Masuren zugeordnet.

### Amtsbezirk Orlowen/Adlersdorf (1874–1945)
Zwischen 1874 und 1945 bestand der Amtsbezirk Orlowen, der 1938 seinen Namen in „Amtsbezirk Adlersdorf“ veränderte. Ursprünglich waren acht Dörfer eingegliedert, am Ende waren es noch sechs:
| Name                      | Geänderter Name 1938 bis 1945                      | Polnischer Name     | Bemerkungen                                                          |
| ------------------------- | -------------------------------------------------- | ------------------- | -------------------------------------------------------------------- |
| Borken (Forst)            | (ab 1929:) Borker Heide (Anteil Kr. Lötzen, Forst) |                     |                                                                      |
| Grondzken                 | Funken                                             | Grądzkie            |                                                                      |
| Groß Kowalewsken          |                                                    | Kowalewskie         | um 1898 mit Klein Kowalewsken zur Landgemeinde Kowalewsken vereinigt |
| Klein Kowalewsken         |                                                    |                     | um 1898 mit Groß Kowalewsken zur Landgemeinde Kowalewsken vereinigt  |
| Lipowen                   | (ab 1928:): Lindenheim                             | Lipowo              |                                                                      |
| Orlowen                   | Adlersdorf                                         | Orłowo              |                                                                      |
| Rhog                      | Klein Lenkuk                                       | Róg Orłowski        |                                                                      |
| Sczyballen (Ksp. Orlowen) | Lorenzhall                                         | Szczybały Orłowskie |                                                                      |

Am 1. Januar 1945 gehörten noch Adlersdorf, Funken, Klein Lenkuk, Lindenheim, Lorenzhall und Borker Heide zum Amtsbezirk Adlersdorf.

## Religionen

### Kirchengebäude

#### Kirche zur Geburt des Hl. Johannes des Täufers
Das Gotteshaus wurde in den Jahren 1855 bis 1857 als rechteckiger Ziegelbau im gotischen Stil mit Apsis und hohem Westturm errichtet. Bis 1945 war es eine evangelische Kirche, jetzt nutzt die Polnisch-Orthodoxe Kirche das Gebäude als Pfarrkirche, die von der Pfarrei Giżycko aus betreut wird.

#### Kirche St. Kasimir
Die einstige Filialkirche wurde 1948 mit einem verputzten Mauerwerk neu erbaut. Neben dem Gotteshaus steht ein hölzerner Glockenstuhl. Sie ist zu einer Pfarrkirche erhoben worden.

### Kirchengemeinden

#### Evangelisch
Im Jahre 1853 wurde Orlowen evangelisches Kirchdorf und Pfarrsitz eines weitflächigen Kirchspiels. Es zählte 1925 insgesamt 3.300 Gemeindeglieder und gehörte bis 1945 zum Kirchenkreis Lötzen in der Kirchenprovinz Ostpreußen der Kirche der Altpreußischen Union. Flucht und Vertreibung der einheimischen Bevölkerung brachte das kirchliche Leben der evangelischen Gemeinde zum Erliegen. Die heute in Orłowo lebenden wenigen evangelischen Kirchenglieder sind nach Wydminy eingepfarrt. Die dortige Kirche ist Filialkirche der Pfarrei Giżycko in der Diözese Masuren der Evangelisch-Augsburgischen Kirche in Polen.

#### Polnisch-orthodox
1945 fasste von Giżycko (Lötzen) aus die Polnisch-Orthodoxe Kirche in Orłowo Fuß. 1965 übernahm sie die früher evangelische Kirche als ihr Gotteshaus. Die Pfarrkirche wird von Giżycko aus pfarramtlich betreut und gehört zum Dekanat Olsztyn in der Diözese Białystok-Gdańsk.

#### Römisch-katholisch
Vor 1945 waren die wenigen katholischen Kirchenglieder in Orlowen resp. Adlersdorf in die katholische Pfarrkirche St. Bruno Lötzen im Bistum Ermland eingepfarrt. Ab 1948 fanden in dem neuen Gotteshaus regelmäßige Messfeiern statt, anfangs noch betreut von der Pfarrei in Giżycko. Ab 1961 taten hier eigene Pfarrer ihren Dienst, seit 1981 ist Orłowo Pfarrei im Dekanat Giżycko - św. Krzystofa im Bistum Ełk der Römisch-katholischen Kirche in Polen. Zugeordnet ist die Filialkirche in Lipowo (Lipowen, 1928 bis 1945 Lindenheim).

## Verkehr
Orłowo liegt  ein wenig abseits vom Verkehrsgeschehen, ist aber über eine etwa unwegsame Nebenstraße von der Woiwodschaftsstraße DW 655 aus über Pietrasze (Pietraschen, 1938 bis 1945 Petersgrund) zu erreichen. Auch führt eine landwegartige Nebenstraße von Łękuk Mały (Klein Lenkuk) nach Gajrowskie (Friedrichsheyde, 1938 bis 1945 Friedrichsheide) durch Orłowo.
Bis zur Betriebsaufgabe 1945 war Orlowen bzw. Adlersdorf Bahnstation an der Bahnstrecke Kruglanken–Marggrabowa (Oletzko)/Treuburg (polnisch Kruklanki–Olecko). Der Bahnhof lag 800 Meter südwestlich des Dorfes.